# Pepe Cibrián Campoy
José Cibrián (La Habana, 13 de mayo de 1948), conocido como Pepe Cibrián Campoy o Pepito Cibrián, es un director teatral, autor, dramaturgo y actor argentino. Se le considera uno de los más reconocidos e influyentes creadores de teatro musical en Argentina.

## Trayectoria
Cibrián nació en La Habana, Cuba en 1948, durante una gira teatral de sus padres, Pepe Cibrián (padre) y Ana María Campoy, dos reconocidos actores de origen colombiano-español. Cursó la primaria en el Belgrano Day School. A los 18 años fue convocado por el actor Bergara Leumann para recitar poemas españoles en el Café Concert de la Botica del Ángel. 
A comienzos de la década de 1970, estuvo casado por un breve período, con la actriz y cantante Ana María Cores, de quien se divorció más tarde. Al poco tiempo de que en Argentina se promulgara la ley de matrimonio igualitario, se casó en segundas nupcias con Santiago Zenobi.
En esa época empezó a trabajar como autor y director (en algunas ocasiones también como intérprete) de sus obras. Su primera obra fue ¡¡Mundo pobre querido!! (1970), que fue estrenada en el Teatro La Oda, en Mar del Plata.
En 1978 estrenó en el teatro Embassy una de sus obras más conocidas y exitosas, Aquí no podemos hacerlo, con música de Luis María Serra, que se reestrenaría en 1988 en el Teatro Presidente Alvear, en 1994 en el Teatro Nacional Cervantes, en 2002 en el Teatro Santa María y en 2016 en el Teatro El Cubo, esta última vez dirigida por Nicolás Pérez Costa. En 1989 recibió por segunda vez el premio de la Sociedad General de Autores de la Argentina (Argentores), uno de los mayores reconocimientos artísticos de la Argentina, por su obra Invasiones inglesas, estrenada en el Teatro General San Martín, como mejor autor de musicales.
En 1983 comienza su asociación artística con Martín Bianchedi y Ángel Mahler, con el musical Calígula. A partir de allí estrenarían juntos los musicales George Sand (1984), Mágico burdel (1985), Los Borgia (1986), Divas (1987), Y al final... otra vez (1989), Cleopatra (1990) y Los de la legua (1990).
Junto a Mahler estrena su mayor éxito en 1991, Drácula, el musical, el cual les valdría varios premios a ambos (ACE, Estrella de mar, Prensario, Hugo, etc.) y que sería visto por más de medio millón de personas tanto en el país como en Brasil, Chile y España. Luego estrenó con Mahler otros títulos como El jorobado de París (1993), David, el rey (1998), Las mil y una noches (2001), El fantasma de Canterville (2003), La importancia de llamarse Wilde (2004), Dorian Gray, el retrato (2005), Otelo (2009), Excalibur, una leyenda musical (2012), o Mireya, un musical de tango (2014), entre muchos otros. Su asociación con dicho compositor se disolvió en 2016, tras 33 años de colaboración, y empezó a colaborar con jóvenes compositores como Santiago Rosso y Pablo Flores Torres.
Como actor se destacó protagonizando varios de sus musicales, tales como Universexus (1971), A la capital (1980), Mágico burdel (1985), Los Borgia (1986), Y al final... otra vez (1989), Cleopatra (1990), La importancia de llamarse Wilde (2004), El fantasma de Canterville (2008), Lord (2017), La dama de las rosas (2019) o Dorothy (2022); además de su drama unipersonal Marica (2012), sus comedias Por el nombre del padre (2020) y Princesas, 50 años después (2022); y versiones locales de los musicales Priscilla, la reina del desierto (2014) y El hombre de La Mancha (2015), este último en una puesta en escena que además adaptó y dirigió. En cine, su primer protagónico fue en la película El espejo de los otros (2015), del director Marcos Carnevale.
En 2011 fue declarado Ciudadano Ilustre de la Ciudad Autónoma de Buenos Aires por la Legislatura de la Ciudad de Buenos Aires.Galardón senador Domingo Faustino Sarmiento, otorgado por el senado de la Nación

## Trabajos como dramaturgo
- ¡¡Mundo pobre querido!!, music hall, 1970, Teatro La Oda, Mar del Plata.
- Universexus, comedia musical, 1971, Teatro Municipal Sarmiento. Música de Oscar López Ruiz.
- El despiole, café concert, 1972. Temporada en México.
- Los meticulosos, café concert, 1973. Temporada en México.
- El silencio es salud, café concert, 1974. Temporada en México.
- De lo nuestro, lo mejor, café concert, 1975. Temporada en México.
- Cibrianshow, music hall, 1975, Los Teatros de San Telmo.
- Burbujeante, music hall, 1976, Teatro Del Globo. Adaptación de "Cibrianshow".
- Aquí no podemos hacerlo, drama musical, 1978, Teatro Embassy. Música de Luis María Serra.
- Melisa, comedia, 1979, Teatro Blanca Podestá. Dirección de José Cibrián.
- La mamá de Tarzán, music hall, 1979, Teatro Embassy. Escrita junto con Edda Díaz. Música de Luis María Serra.
- A la capital, comedia musical, 1980, Auditorio Buenos Aires. Música de Pablo Ziegler.
- La puritana, comedia, 1981. Premio Argentores como Mejor autor de comedia.
- De aquí no me voy, comedia musical, 1982, Teatro Tabarís. Música de Oscar López Ruiz.
- Calígula, un nuevo musical, tragedia musical, 1983, Los Teatros de San Telmo. Música de Martín Bianchedi y arreglos de Ángel Mahler. Temporada en Buenos Aires y gira nacional.
- George Sand, drama musical, 1984, Teatro Metropolitan. Música de Martín Bianchedi y Ángel Mahler.
- ¡Ahora sí podemos hacerlo!, music hall, 1984. Espectáculo estrenado en gira, que incluía números musicales de Universexus, Aquí no podemos hacerlo, A la capital, De aquí no me voy, Calígula y George Sand.
- Mágico burdel, comedia musical, 1985, Teatro Lasalle. Música de Martín Bianchedi y Ángel Mahler.
- Los Borgia, drama musical, 1986, Los Teatros de San Telmo. Música de Martín Bianchedi y Ángel Mahler.
- Divas, comedia musical, 1987, Auditorio Bahuen. Música de Martín Bianchedi y Ángel Mahler.
- Y al final... otra vez, comedia musical, 1989, Teatro Municipal Presidente Alvear. Música de Ángel Mahler.
- Invasiones inglesas, comedia musical, 1989, Sala Martín Coronado, del Teatro General San Martín. Música de Luis María Serra. Premio Argentores como Mejor autor de musicales.
- Cleopatra, comedia unipersonal musical, 1990, Café Mozart. Música de Martín Bianchedi y Ángel Mahler. Dirección de Ricky Pashkus.
- Los de la legua, comedia musical, 1990, Jardín del Ombú, del Museo Larreta. Música de Martín Bianchedi y Ángel Mahler.
- Las dulces niñas, comedia musical, 1991, Complejo Ideal. Música de Luis María Serra. Escrita en 1975.
- Drácula, el musical, melodrama musical, 1991, Estadio Luna Park. Música de Ángel Mahler.
- El jorobado de París, drama musical, 1993, Estadio Luna Park. Música de Ángel Mahler.
- El jorobado de París II, drama musical, 1995, Estadio Luna Park. Nueva versión.
- David, el rey, drama musical, 1998, Teatro Liceo. Musical a pedido por la AMIA. Música de Ángel Mahler.
- Las mil y una noches, melodrama musical, 2001, Estadio Luna Park. Música de Ángel Mahler.
- Sueños en blue, comedia musical, 2001, Predio La Rural. Musical a pedido por la tarjeta de crédito American Express. Música de Ángel Mahler. Cuatro únicas funciones.
- Cleopatra, un musical diferente, comedia musical, 2001. Nueva versión. Estrenada en gira. Música de Ángel Mahler.
- Calígula, un nuevo musical, tragedia musical, 2002, Teatro Del Globo. Nueva versión, con música de Ángel Mahler.
- Las extras, comedia, 2002, Teatro Del Globo. Protagonizada por Ana María Campoy y María Rosa Gallo.
- El fantasma de Canterville, comedia musical, 2003, Teatro Del Globo. Música de Ángel Mahler.
- Las mil y una noches, melodrama musical, 2004, Teatro Ópera. Nueva versión. Temporada en Buenos Aires y gira nacional.
- La importancia de llamarse Wilde, drama musical, 2004, Teatro Del Globo. Música de Ángel Mahler. Protagonizado por Ana María Campoy y él mismo.
- Tacos, mujeres en terapia, comedia musical, 2004, Teatro Del Globo. Adaptación de "Sueños en blue". Música de Ángel Mahler. Dirección de Damián Iglesias.
- Dorian Gray, el retrato, drama musical, 2005, Teatro Ópera. Música de Ángel Mahler. Temporada en Buenos Aires y gira nacional.
- Alondra, una mujer inolvidable, comedia musical, 2005, Teatro Del Globo. Nueva adaptación de "Sueños en blue" y "Tacos, mujeres en terapia". Música de Ángel Mahler.
- El ratón Pérez, comedia musical infantil, 2005, Teatro Premiere. Música de Ángel Mahler.
- El gato con botas, comedia musical infantil, 2006, Teatro Del Globo. Música de Ángel Mahler.
- Edelweiss, comedia musical, 2006, Teatro Del Globo. Música de Ángel Mahler.
- 4, un musical joven, comedia musical, 2008, Teatro Broadway II. Música de Ángel Mahler.
- Otelo, el nuevo musical, tragedia musical, 2009, Teatro El Nacional. Música de Ángel Mahler. Temporada en Buenos Aires y gira nacional.
- 30 Días, un musical de hoy, comedia musical, 2009, Multiespacio Los Ángeles. Música de Ángel Mahler.
- ¡Acá no se fuma! Un musical de autoayuda, comedia unipersonal musical, 2011, Teatro Código Montesco. Interpretado por Laura Manzini.
- Excalibur, una leyenda musical, comedia musical, 2012, Teatro Astral. Música de Ángel Mahler. Temporada en Buenos Aires y gira nacional.
- Marica, drama unipersonal, 2012, Teatro El Cubo. Interpretado por él mismo.
- Juana la loca, drama unipersonal, 2013, Teatro El Cubo. Interpretado por Patricia Palmer
- Mireya, un musical de tango, melodrama musical, 2014, Teatro Presidente Alvear. Música de Ángel Mahler. Temporada en Buenos Aires y gira nacional.
- Lord, comedia musical, 2017, Teatro Astral. Música de Santiago Rosso. Codirigida por él mismo y Valeria Ambrosio.
- Sherlock, un delirio musical; o El misterio del guante rojo, absurdo musical, 2017, Ludé Teatro. Música de Pablo Flores Torres.
- ¿A quién le importa Gracy Sanders?, comedia musical, 2018, Teatro El Cubo. Música de Pablo Flores Torres.
- La dama de las rosas, drama musical, 2019, El Cultural San Martín. Música de Santiago Rosso. Dirección de Damián Iglesias. Temporada en Buenos Aires y gira nacional.
- Por el nombre del padre, comedia, 2020, Teatro Piccadilly.
- Infierno blanco, drama musical, 2021, Teatro El Cubo. Música de Ariel Esteban Dansker.
- Princesas, 50 años después, comedia, 2022, Auditorio de Belgrano.
- Dorothy, un mágico musical, comedia musical. Música de Fernando Rahe. 2022, Sala de las Américas, Ciudad de Córdoba.
- Pepe con Pepe, music hall unipersonal, 2023, Teatro Timbre 4. Interpretado por él mismo.
- Dos tronos, dos reinas, drama, 2024, Teatro Bellas artes, Madrid. Dirección de Nicolás Pérez Costa.
- Pepe con voz, music hall unipersonal. Próximo estreno: Agosto 2025, Teatro Argentino. Interpretado por él mismo.
- Drácula: Resurrección, musical. Próximo estreno: Abril 2026. Música de Pablo Flores Torres.

## Trabajos como director
- ¡¡Mundo pobre querido!!, music hall, 1970, Teatro La Oda, Mar del Plata.
- Universexus, music hall, 1971, Teatro Municipal Sarmiento. Música de Oscar López Ruiz.
- El despiole, café concert, 1972. Temporada en México.
- Los meticulosos, café concert, 1973. Temporada en México.
- El silencio es salud, café concert, 1974. Temporada en México.
- De lo nuestro, lo mejor, café concert, 1975. Temporada en México.
- Cibrianshow, music hall, 1975, Los Teatros de San Telmo.
- Burbujeante, music hall, 1976, Teatro Del Globo. Adaptación de "Cibrianshow".
- Aquí no podemos hacerlo, drama musical, 1978, Teatro Embassy. Música de Luis María Serra.
- La mamá de Tarzán, music hall, 1979, Teatro Embassy. Escrita junto con Edda Díaz. Música de Luis María Serra.
- A la capital, comedia musical, 1980, Auditorio Buenos Aires. Música de Pablo Ziegler.
- De aquí no me voy, comedia musical, 1982, Teatro Tabarís. Música de Oscar López Ruiz.
- Calígula, un nuevo musical, tragedia musical, 1983, Los Teatros de San Telmo. Música de Martín Bianchedi y arreglos de Ángel Mahler. Temporada en Buenos Aires y gira nacional.
- George Sand, drama musical, 1984, Teatro Metropolitan. Música de Martín Bianchedi y Ángel Mahler.
- ¡Ahora sí podemos hacerlo!, music hall, 1984. Espectáculo estrenado en gira, que incluía números musicales de Universexus, Aquí no podemos hacerlo, A la capital, De aquí no me voy, Calígula y George Sand.
- Mágico burdel, comedia musical, 1985, Teatro Lasalle. Música de Martín Bianchedi y Ángel Mahler.
- Los Borgia, drama musical, 1986, Los Teatros de San Telmo. Música de Martín Bianchedi y Ángel Mahler.
- Divas, comedia musical, 1987, Auditorio Bahuen. Música de Martín Bianchedi y Ángel Mahler.
- Aquí no podemos hacerlo, reposición, 1988, Teatro Presidente Alvear.
- Y al final... otra vez, comedia musical, 1989, Teatro Presidente Alvear. Música de Ángel Mahler.
- Invasiones inglesas, comedia musical, 1989, Sala Martín Coronado, del Teatro Nacional San Martín. Música de Luis María Serra.
- Feria de las naciones, music hall, 1990.
- Los de la legua, comedia musical, 1990, Jardín del Ombú, del Museo Larreta. Música de Martín Bianchedi y Ángel Mahler.
- Las dulces niñas, comedia musical, 1991, Complejo Ideal. Música de Luis María Serra.
- Drácula, el musical, melodrama musical, 1991, Estadio Luna Park. Música de Ángel Mahler.
- Drácula, el musical, reposición, 1992, Estadio Luna Park. Temporada en Buenos Aires y gira nacional.
- Drácula, el musical, temporada en Santiago de Chile, con el elenco original argentino. 1992, Teatro Monumental.
- Drácula, el musical, temporada de verano en Mar del Plata. 1993, Teatro Roxy.
- El jorobado de París, drama musical, 1993, Estadio Luna Park. Música de Ángel Mahler.
- Drácula, el musical, reposición, 1994, Estadio Luna Park.
- Homenaje, music hall, 1993/4. Espectáculo estrenado en gira, que incluía números musicales de Drácula, el musical, El jorobado de París, Y al final... otra vez, George Sand y Los inmigrantes (obra que al día de hoy aún permanece inédita).
- Aquí no podemos hacerlo, reposición, 1994, Teatro Nacional Cervantes.
- Drácula, el musical, temporada en Barcelona, España. 1994, Palacio de los deportes.
- El jorobado de París II, nueva versión, 1995, Estadio Luna Park.
- La Campoy en vivo, unipersonal interpretado por Ana María Campoy, 1996.
- Drácula, el musical, reposición, 1997, Estadio Luna Park.
- David, el rey, drama musical, 1998, Teatro Liceo. Musical a pedido por la AMIA. Música de Ángel Mahler.
- Drácula, el musical, gira nacional e internacional, 1998.
- Drácula, el musical, temporada de verano en Villa Carlos Paz, 1999, Teatro del Lago.
- El jorobado de París, gira nacional, 1999.
- Drácula, el musical, reposición, 2000, Estadio Luna Park.
- Drácula, el musical, temporada en San Pablo, Brasil. 2000.
- Las mil y una noches, melodrama musical, 2001, Estadio Luna Park. Música de Ángel Mahler.
- Sueños en blue, comedia musical, 2001, Predio La Rural. Musical a pedido por la tarjeta de crédito American Express. Música de Ángel Mahler. Cuatro únicas funciones.
- Cleopatra, un musical diferente, comedia musical, 2001. Estrenada en gira nacional. Música de Ángel Mahler.
- Aquí no podemos hacerlo, nueva versión, 2002, Teatro Santa María.
- El jorobado de París, nueva versión para toda la familia, 2002, Teatro Del Globo.
- Calígula, un nuevo musical, nueva versión, 2002, Teatro Del Globo. Música de Ángel Mahler.
- Las extras, comedia, 2002, Teatro Del Globo. Musicalización de Ángel Mahler. Protagonizada por Ana María Campoy y María Rosa Gallo.
- Drácula, el musical, reposición, 2003, Teatro Ópera. Temporada en Buenos Aires y gira nacional.
- El fantasma de Canterville, comedia musical, 2003, Teatro Del Globo. Música de Ángel Mahler.
- Las mil y una noches, nueva versión, 2004, Teatro Ópera. Temporada en Buenos Aires y gira nacional.
- La importancia de llamarse Wilde, drama musical, 2004, Teatro Del Globo. Música de Ángel Mahler. Protagonizado por Ana María Campoy y él mismo.
- El fantasma de Canterville, temporada de verano en Mar del Plata, 2004, Teatro Roxy.
- Dorian Gray, el retrato, drama musical, 2005, Teatro Ópera. Música de Ángel Mahler. Temporada en Buenos Aires y gira nacional.
- Calígula, reposición, 2005, Teatro Premiere.
- Alondra, una mujer inolvidable, comedia musical, 2005, Teatro Del Globo. Música de Ángel Mahler.
- El ratón Pérez, comedia musical infantil, 2005, Teatro Premiere. Música de Ángel Mahler.
- El jorobado de París, nueva versión, 2006, Teatro Ópera. Temporada en Buenos Aires y gira nacional.
- El gato con botas, comedia musical infantil, 2006, Teatro Del Globo. Música de Ángel Mahler.
- Edelweiss, comedia musical, 2006, Teatro Del Globo. Música de Ángel Mahler.
- Drácula, el musical, reposición, 2007, Teatro Ópera. Temporada en Buenos Aires y gira nacional.
- Drácula, el musical, temporada en Santiago de Chile, 2007.
- El jorobado de París, reposición, 2007, Teatro Nacional Cervantes.
- El fantasma de Canterville, reposición, 2008, Teatro Lola Membrives. Temporada en Buenos Aires y gira nacional.
- 4, un musical joven, comedia musical, 2008, Teatro Broadway II. Música de Ángel Mahler.
- Otelo, el nuevo musical, tragedia musical, 2009, Teatro El Nacional. Música de Ángel Mahler. Temporada en Buenos Aires y gira nacional.
- 30 días, un musical de hoy, comedia musical, 2009, Multiespacio Los Ángeles. Música de Ángel Mahler.
- El gato con botas, reposición, 2009, Multiespacio Los Ángeles.
- Las mil y una noches, gira nacional, 2009.
- Las mil y una noches, reposición, 2010, Teatro El Nacional. Temporada en Buenos Aires y gira nacional.
- El ratón Pérez, reposición, 2010, Teatro Astral. Temporada en Buenos Aires y gira nacional.
- Drácula, 20 años, reposición, conmemorando los 20 años del estreno original. 2011, Teatro Astral. Temporada en Buenos Aires y gira nacional.
- ¡Acá no se fuma! Un musical de autoayuda, comedia unipersonal musical, Teatro Código Montesco. Interpretada por Laura Manzini.
- Excalibur, una leyenda musical, comedia musical, 2012, Teatro Astral. Música de Ángel Mahler. Temporada en Buenos Aires y gira nacional.
- Marica, drama unipersonal, 2012, Teatro El Cubo. Interpretado por él mismo.
- El jorobado de París, 20 años, reposición, conmemorando los 20 años del estreno original. 2013, Teatro Presidente Alvear. Temporada en Buenos Aires y gira nacional.
- Dorian Gray, el retrato, reposición, 2013, Teatro Lola Membrives. Temporada en Buenos Aires y gira nacional.
- Calígula, 30 años, reposición, conmemorando los 30 años del estreno original. 2013, Ciudad Cultural Konex.
- Juana la loca, drama unipersonal, 2013, Teatro El Cubo. Interpretado por Patricia Palmer. Codirigida por Damián Iglesias.
- Mireya, un musical de tango, melodrama musical, 2014, Teatro Presidente Alvear. Música de Ángel Mahler. Codirigida por Damián Iglesias. Temporada en Buenos Aires y gira nacional.
- Lifting, comedia de Félix Sabroso y Dunia Ayaso, 2014, Teatro Tabarís. Con Ana Acosta, Graciela Pal y Linda Peretz.
- El hombre de La Mancha, comedia musical de Dale Wasserman, Mitch Leigh y Joe Darion. 2015, Teatro Maipo. Adaptada y traducida por él mismo. Protagonizada por él mismo, Raúl Lavié y Cecilia Milone.
- Drácula, el musical, reposición, conmemorando los 25 años del estreno original. 2016, Teatro Astral. Temporada en Buenos Aires y gira nacional.
- Lord, comedia musical, 2017, Teatro Astral. Música de Santiago Rosso. Protagonizada por él mismo y Georgina Barbarrosa. Codirigida con Valeria Ambrosio.
- Sherlock, un delirio musical; o El misterio del guante rojo, absurdo musical, 2017, Ludé Teatro. Protagonizada por Nicolás Pérez Costa y Adabel Guerrero, con música de Pablo Flores Torres.
- ¿A quién le importa Gracy Sanders?, comedia musical, 2018, Teatro El Cubo. Música de Pablo Flores Torres.
- Juana la loca, reposición, 2019, Teatro La Mueca. Interpretado por Nicolás Pérez Costa. Temporada en Buenos Aires y gira por España.
- Por el nombre del padre, comedia, 2020, Teatro Piccadilly. Musicalización de Ariel Esteban Dansker. Protagonizada por él mismo y Viviana Saccone.
- Infierno blanco, drama musical, 2021, Teatro El Cubo. Música de Ariel Esteban Dansker.
- Princesas, 50 años después, comedia, 2022, Auditorio de Belgrano.
- Drácula, el musical, reposición, 2022 y 2023, Estadio Luna Park. Director repositor: Hernán Kuttel. Temporadas en Buenos Aires, Mar del Plata y gira nacional.
- Dorothy, un mágico musical, comedia musical. Música de Fernando Rahe. 2022, Sala de las Américas, Ciudad de Córdoba.
- Pepe con Pepe, music hall unipersonal, 2023, Teatro Timbre 4. Interpretado por él mismo.
- El jorobado de París, reposición, 2024, Estadio Luna Park. Temporada en Buenos Aires y gira nacional.
- Wilde, un hombre, drama, nueva versión de "La importancia de llamarse Wilde", 2024, Teatro Regina.
- Calígula, 2025, nueva versión. Música de Martín Bianchedi. Actualmente en gira nacional.
- Pepe con voz, music hall unipersonal. Próximo estreno: Agosto 2025. Teatro Argentino. Interpretado por él mismo.

## Trabajos como actor
- Ocúpate de Amelia, comedia de George Feydeau, 1967, Teatro Cómico. Dirección de José Cibrián. Personaje: Sirviente.
- Frúlix, music hall de Jorge Figueroa, Inés Quesada y Carlos Perciavalle, 1969, Teatro La Recova. Dirección de Carlos Perciavalle.
- ¡¡Mundo pobre querido!!, music hall, 1970, Teatro La Oda, Mar del Plata. Escrita y dirigida por él mismo.
- Universexus, comedia musical, 1971, Teatro Municipal Sarmiento. Escrita y dirigida por él mismo. Personaje: Dios.
- Cibrianshow, music hall, 1975, Los Teatros de San Telmo. Escrita y dirigida por él mismo.
- Burbujeante, music hall, 1976, Teatro del Globo. Escrita y dirigida por él mismo. Adaptación de Cibrianshow.
- A la capital, comedia musical, 1980, Auditorio Buenos Aires. Escrita y dirigida por él mismo. Personaje: Pedro.
- ¡Ahora sí podemos hacerlo!, music hall, 1984. Espectáculo estrenado en gira, que incluía números musicales de Universexus', Aquí no podemos hacerlo, A la capital, De aquí no me voy, Calígula y George Sand.
- Mágico burdel, comedia musical, 1985, Teatro Lasalle. Escrita y dirigida por él mismo. Personaje: Príncipe.
- Los Borgia, drama musical, 1986, Los Teatros de San Telmo. Escrita y dirigida por él mismo. Personaje: Rodrigo Borgia / Alejandro VI.
- Y al final... otra vez, comedia musical, 1989, Teatro Presidente Alvear. Escrita y dirigida por él mismo. Personaje: Ordenanza / Director.
- Cleopatra, comedia musical unipersonal, 1990, Café Mozart. Escrita por él mismo. Dirección de Ricky Pashkus. Personajes: Cleopatra, Marco Antonio, Julio César, Tutmés, Nefertetas, Amenemhed, Ramosé, Guía y él mismo.
- Homenaje, music hall, 1993/4. Espectáculo estrenado en gira, que incluía números musicales de Drácula, el musical, El jorobado de París, Y al final... otra vez, George Sand, Los inmigrantes (obra que al día de hoy aún permanece inédita) y dos canciones originales compuestas para este espectáculo.
- Sueños en blue, comedia musical, 2001, Predio La Rural. Escrita y dirigida por él mismo. Cuatro únicas funciones. Personaje: Psicoanalista.
- La importancia de llamarse Wilde, drama musical, 2004, Teatro Del Globo. Escrita y dirigida por él mismo. Personaje: Oscar Wilde.
- El fantasma de Canterville, comedia musical, 2008, Teatro Lola Membrives. Escrita y dirigida por él mismo. Personaje: Marqués de Canterville.
- Marica, drama unipersonal, 2012, Teatro El Cubo. Escrita y dirigida por él mismo. Personajes: Federico, Asesino, Madre, Padre, Dalí y Vecina.
- Cibrián-Mahler celebran 30 años juntos, concierto, 2013. Única función al aire libre, frente al Planetario Galileo Galilei de Buenos Aires; en celebración del trigésimo aniversario de su colaboración artística con Ángel Mahler.
- Priscilla, la reina del desierto, comedia musical de Stephan Elliott y Allan Scott. 2014, Teatro Lola Membrives. Dirección de Valeria Ambrosio. Personaje: Bernadette Bassenger.
- Sres. & Sres. del musical, concierto, 2014, Teatro Gran Rex. Única función: 27 de mayo de 2014. Espectáculo de intérpretes masculinos de musicales, creado y dirigido por Ricky Pashkus y Pablo Gorlero. Dirección musical de Ángel Mahler. Cibrián interpretó una adaptación propia del tema Send in the clowns, del autor Stephen Sondheim, titulada Volver a empezar.
- Cibrián-Mahler por Pepe y Ángel, concierto, 2014, Teatro Velma Café. Serie de tres conciertos en los que él mismo interpretó, junto a Ángel Mahler e invitados especiales, las canciones de sus obras.
- El hombre de La Mancha, comedia musical de Dale Wasserman, Joe Darion y Mitch Leigh. 2015, Teatro Maipo. Dirección musical de Ángel Mahler. Dirigida, traducida y adaptada por él mismo. Personaje: Cervantes / Alonso Quijano / Don Quijote.
- Tiempos relativos, musical conceptual, 2015, Teatro Picadilly. Escrita y dirigida por Ricky Pashkus. Música original y arreglos de Damián Mahler. Personaje: Rey destronado.
- Sres. & Sres. del musical, vol. 2, concierto, 2015, Teatro Gran Rex. Única función: 13 de noviembre de 2015. Segunda edición del espectáculo estrenado en 2014, creado y dirigido por Ricky Pashkus y Pablo Gorlero. Dirección musical de Ángel Mahler. Cibrián interpretó un medley de canciones de El hombre de La Mancha, caracterizado como Cervantes y Don Quijote.
- Lord, comedia musical, 2017, Teatro Astral. Escrita por él mismo y codirigida por él mismo y Valeria Ambrosio. Música y dirección musical de Santiago Rosso. Protagonizada por él mismo y Georgina Barbarrosa. Personaje: Lord.
- La dama de las rosas, drama musical, 2019. El Cultural San Martín. Escrita por él mismo. Dirección de Damián Iglesias. Música de Santiago Rosso. Personaje: Lady Josephine / Madame Agatha.
- Por el nombre del padre, comedia, 2020, Teatro Piccadilly. Escrita y dirigida por él mismo. Personajes: Pato / Mar, Jacinta, Marcelo y José.
- Transmisiones en vivo por Plateanet, 2020. Transmisiones en vivo por streaming, durante el aislamiento social, preventivo y obligatorio por la pandemia por el virus COVID-19, de versiones leídas y recitadas de sus obras Marica, Juana la loca, Drácula, El jorobado de París, La importancia de llamarse Wilde y Calígula.
- Pepe Cibrián canta sus musicales, concierto, 2020. Concierto transmitido en vivo por streaming desde el Teatro El Picadero, en el que interpretó, acompañado por Ariel Esteban Dansker, canciones de las obras Drácula, Calígula, Lord, La importancia de llamarse Wilde, 30 días, David el rey, La dama de las rosas, El hombre de La Mancha e Infierno blanco.
- Princesas, 50 años después, comedia, 2022, Auditorio de Belgrano. Escrita y dirigida por él mismo. Personaje: Cenicienta.
- Dorothy, un mágico musical, comedia musical, 2022, Sala de las Américas, Ciudad de Córdoba. Escrita y dirigida por él mismo. Música de Fernando Rahe. Personaje: Mago de Oz.
- Pepe con Pepe, music hall unipersonal, 2023, Teatro Timbre 4. Escrita y dirigida por él mismo.
- Wilde, un hombre, drama, 2024, Teatro Regina. Escrita y dirigida por él mismo. Personaje: Oscar Wilde.
- Pepe con voz, music hall unipersonal. Próximo estreno: Agosto 2025, Teatro Argentino. Escrita y dirigida por él mismo.

## Libros publicados
- Chat para toda la vida. Novela. 2003, Editorial Longseller. Reedición en 2011 por Ediciones B.
- Se es hombre en la vida, no en la cama. Autobiografía. 2010, Ediciones B.
- Allí donde caen las hojas. Novela. 2014, Editorial Letras Vivas.

## Trabajos en televisión
En el año 1982, escribió y codirigió junto a Alfredo Galiñanes, la telenovela "Todo es cuestión de empezar", producida por Gustavo Yankelevich, que se emitió por Canal 9.
En 1993, hubo un intento fallido de convertir su obra "Cleopatra" en una miniserie musical que protagonizaría Paola Krum, y se escribieron dos episodios; pero el proyecto no prosperó.
En 1994, realizó junto a Ángel Mahler un programa emitido por Canal 7 titulado "El Ángel de Pepe".
Durante el año 2007, los días miércoles a las 22.00, Cibrián y Mahler presentaron en Canal 7 un programa llamado "Aquí podemos hacerlo", que tenía como fin encontrar nuevos intérpretes para sus obras. De ese programa surgieron los elencos para sus obras "El Jorobado de París" (2007, Teatro Nacional Cervantes), y "4: un musical joven" (2008, Teatro Broadway).
El 29 de noviembre de 2013, Cibrián dirigió una emisión en vivo de la obra "El 16 de Octubre", de Ellio Gallipoli, en el ciclo homenaje al Teatro Abierto emitido por la TV pública. Cibrián interpretó, además, el rol de Abel, junto a Damián Iglesias como Caín, Patricia Palmer como la Madre y Gabriela Bevacqua como Mabel.
En el año 2020, comenzó a participar como jurado del certamen Cantando 2020, del que se retiró un mes más tarde.

## Filmografías
| Año  | Título                 | Personaje               |
| ---- | ---------------------- | ----------------------- |
| 1970 | Alta comedia           | Varios                  |
| 1978 | Te sigo queriendo      | Manuel Quintanilla      |
| 1985 | Capricho               | Tomas Ruiz              |
| 1992 | De cuerpo y alma       | Ezequiel Flores         |
| 1992 | Peor es nada           | Miembro de la audiencia |
| 1993 | De carencia y decencia | Alfonso Valverde        |
| 2009 | Epitafios              | Nestor Marrúfo          |
| 2022 | Limbo                  | Henry Deman             |

| Año  | Título        | Rol    |
| ---- | ------------- | ------ |
| 2020 | Cantando 2020 | Jurado |

| Año  | Título                    | Personaje                 |
| ---- | ------------------------- | ------------------------- |
| 1976 | El miedo no anda en burro | Turista Americano (cameo) |
| 1987 | La cabaña de las brujas   | Brujo Obba                |
| 1989 | Nuevos rostros de la vida | Herminio                  |
| 1993 | Las boludas               | Beto                      |
| 1996 | Escorpion vampiro         | Laureano Veron            |
| 2003 | Un día en el paraíso      | Él mismo (cameo)          |
| 2015 | El espejo de los otros    | Benito Guerrico           |

## Posición pública sobre la homosexualidad
En junio de 2010, Pepe Cibrián Campoy se comprometió públicamente a favor del proyecto que legalizó el matrimonio entre personas del mismo sexo en Argentina.
El artista intervino durante una sesión especial del Senado Argentino para defender su posición a favor de las uniones homosexuales y la adopción por parte de parejas del mismo sexo. En la ocasión, Cibrián Campoy citó fragmentos de su obra Marica, homenaje al escritor Federico García Lorca y recordó una frase de su padre, quién le dijo: “Se es hombre en la vida, no en la cama”.